# 職業訓練施設
職業訓練施設（しょくぎょうくんれんしせつ）とは、職業訓練を行うための施設である。

## 日本標準産業分類による定義
総務省による日本標準産業分類において、職業訓練施設とは、公的に職業能力開発、技能講習などを行う事業所と定義されている。

### 職業訓練施設の例
この分類によれば職業能力開発大学校、職業能力開発短期大学校、職業能力開発校、職業能力開発促進センター、障害者職業能力開発校、航海訓練所、海員学校、海技大学校、航空大学校、農業者大学校、水産大学校は、職業訓練施設に分類される。

### 職業訓練施設ではない例
職員教育施設は、職業訓練施設ではないとされる。
職業教育施設の例として、航空保安大学校、防衛大学校、警察大学校、海上保安大学校、自治大学校、社会保険大学校、気象大学校、経済産業研修所、消防大学校、農林水産研修所、森林技術総合研修所、郵政研修所、社員教育受託業が挙げられている。

## 職業能力開発促進法における職業訓練施設

### 概要
職業能力開発促進法において、上述の職業能力開発大学校、職業能力開発短期大学校、職業能力開発校、職業能力開発促進センター、障害者職業能力開発校の5種類の施設は、公共職業能力開発施設と規定されている（第15条の6）。これらは、国、都道府県、市町村が職業訓練を行うために設置するものであり、名称の使用制限も規定されている（第17条）。公共職業能力開発施設は、「公的な職業訓練施設」である。なお、1992年の職業能力開発促進法改正の以前は、公共職業能力開発施設は「公共職業訓練施設」という名称で規定されていた。
国が設置すると規定された公共職業能力開発施設は、障害者職業能力開発校を除いて国に代わって独立行政法人高齢・障害・求職者雇用支援機構が設置・運営している（雇用保険法および独立行政法人高齢・障害・求職者雇用支援機構法による）。障害者職業能力開発校については、都道府県あるいは独立行政法人高齢・障害・求職者雇用支援機構が運営している。
一方、都道府県知事の認定を受けた職業訓練（認定職業訓練）を行う事業主等や職業訓練法人は、職業能力開発大学校、職業能力開発短期大学校、職業能力開発促進センター、職業能力開発校を設置することができるが（第25条）、これらの施設は、同法において公共職業能力開発施設ではなく「職業訓練施設」と呼ばれている。

### 職業訓練施設の設置・運営者と施設数
- 職業能力開発大学校 - 独立行政法人高齢・障害・求職者雇用支援機構が設置・運営（愛称: ポリテクカレッジ、10校）、都道府県設置可（0校）、民間設置可（0校）
- 職業能力開発短期大学校 - 独立行政法人高齢・障害・求職者雇用支援機構が設置・運営（愛称: ポリテクカレッジ、1校）、都道府県設置可（9校）、民間設置可
- 障害者職業能力開発校 - 国が設置（13校、うち、2校は独立行政法人高齢・障害・求職者雇用支援機構、11校は都道府県がそれぞれ運営）、都道府県設置可（6校）
- 職業能力開発促進センター - 独立行政法人高齢・障害・求職者雇用支援機構が設置・運営（愛称: ポリテクセンター、61校（高度職業能力開発促進センターを含む））、都道府県設置可（0校）、民間設置可（0校）
- 職業能力開発校 - 都道府県設置可（義務、都道府県により呼称が異なる、166校）、市町村設置可（1校）、民間設置可

（注）施設数は、平成21年版厚生労働白書に基づく。

## その他
日本においては、就職希望者が公共職業安定所（愛称: ハローワーク）を訪れ、希望者は「職業訓練施設の技能獲得によって就職につながりやすくする」制度もある。理容師・美容師などをはじめ、職業に対応した養成施設の課程を有する職業訓練施設も多い。課程における選択科目の履修については、進路に応じて選択する者が多い。養成施設の課程においては、実務に近い科目が多く、経理関連では簿記が、工業関連では金属機械の操作などの科目が設けられている。なお、学校教育法（昭和22年法律第26号）の第1条に規定される「学校」や、その他も、法令に定める要件にしたがって養成施設となることができる。また、逆に職業訓練施設では養成できない職業もある。